# 色醇

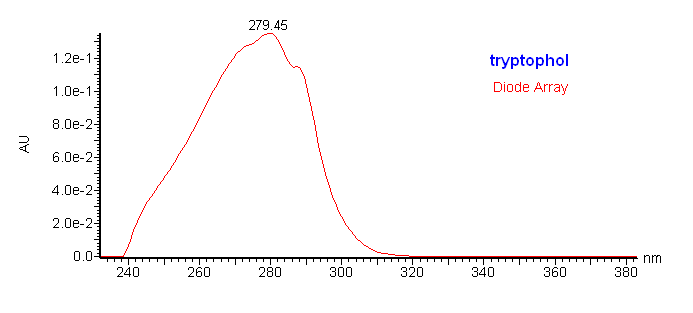
色醇的紫外可見光譜。

色醇（英語：Tryptophol）是一種芳香醇，可誘導人類睡眠。它作為酒精發酵的副產品存在於葡萄酒中。它於1912年由費利克斯·埃爾利希首次描述。它也由昏睡病中的錐蟲寄生蟲產生。
它作為二硫龍治療的副作用在肝臟中形成。

## 自然產生
色醇可以在歐洲赤松針或種子中找到。
它可由昏睡病（非洲錐蟲病）中的錐蟲寄生蟲（布氏錐蟲）產生。
色醇存在於葡萄酒和啤酒中，作為釀酒酵母進行酒精發酵的次級產物。
它也是一種由白色念珠菌產生的自身抗生素。
它也可以從海綿Ircinia spiculosa中分離出來。

## 代謝
它由費利克斯·埃爾利在1912年首次描述。埃爾利證明酵母主要通过分解二氧化碳和用羟基取代氨基来攻击天然氨基酸。通过该反应使得色氨酸生成色醇。色氨酸首先脱氨基生成3-吲哚丙酮酸。然后通过吲哚丙酮酸脱羧酶将其脱羧生成吲哚乙醛。后一种化合物通过乙醇脱氢酶转化为色醇。

## 生物效應
色醇及其衍生物5-羥基色氨酸和5-甲氧基色氨酸可誘導小鼠睡眠。在250mg/kg劑量下，它會誘導持續不到一小時的睡眠樣狀態。些化合物可能在生理睡眠機制中發揮作用。它可能是血清素或褪黑素的功能類似物，這些化合物參與睡眠調節。
色醇在體外顯示出基因毒性。
色氨酸是釀酒酵母的群聚感應分子。它也存在於慢性錐蟲病患者的血液中。出於這個原因，它可能是錐蟲寄生蟲的群聚感應分子。
在錐蟲感染的情況下，色氨酸會降低宿主的免疫反應。
由於它是在攝入乙醇或二硫龍治療後在肝臟中形成，因此它也與酒精成癮的研究有關。吡唑和乙醇已被證明可抑制外源色醇轉化為吲哚-3-乙酸，並增強色醇對小鼠的睡眠誘導低溫作用。
它是黃瓜下胚軸節段的生長促進劑。